# Герой (фільм, 1999)
«Герой» — кінофільм 1999 року.

## Зміст
Фільм оповідає про важку долю китайських людей, яким не вистачило щастя на початку минулого століття, щоб жити у Китаї, і вони шукали його в Америці. Та «країна свободи» виявилася такою не для всіх. Біль і приниження чекало на них у новій країні. І тільки високе почуття єдності і віра в непохитний дух китайця, втілений у фільмі в образі Героя, наділеного містичними здібностями, допомогли їм відстояти свою гідність і право жити своїм життям.

## Ролі
| Актор        | Роль |
| ------------ | ---- |
| Екін Чен     | -    |
| Шу Ці        | -    |
| Крісті Янг   | -    |
| Ніколас Тсе  | -    |
| Єн Біяо      | -    |
| Джордан Чан  | -    |
| Марк Чен     | -    |
| Пеі-Пеі Ченг | -    |
| Діон Лам     | -    |
| Джеррі Ламб  | -    |

## Знімальна група
- Режисер — Вей Кеунг Лау
- Сценарист — Манфред Вонг, Ма Вин Шин
- Продюсер — Барбі Танг, Манфред Вонг, Джон Чу
- Композитор — Квонг Уінг Чан